# Alexander Schallenberg
Alexander Georg Nicolas Christoph Wolfgang Tassilo Schallenberg (n. 20 iunie 1969, Berna, Berna, Elveția) este un diplomat austriac, jurist și om politic al ÖVP, care a devenit cancelar al Austriei la 11 octombrie 2021. A fost ministru al afacerilor externe în cel de-al doilea guvern Kurz. După ce Sebastian Kurz și-a anunțat demisia în așteptare la 9 octombrie 2021, Schallenberg a fost propus de ÖVP să-l înlocuiască în funcția de cancelar al Austriei. Guvernul Schallenberg a depus jurământul la 11 octombrie 2021. Pe 6 decembrie 2021 Schallenberg a devenit din nou ministru al afacerilor externe, de data aceasta în guvernul Nehammer.
Alexander Schallenberg s-a născut la Bern, Elveția, unde tatăl său, Wolfgang Schallenberg, era în funcția de ambasador al Austriei.